# 埃托雷·卡法拉蒂
埃托雷·卡法拉蒂（義大利語：Ettore Caffaratti，1886年5月12日—1969年1月9日），意大利男子马术运动员。他曾代表意大利参加1920年夏季奥林匹克运动会马术比赛，获得一枚银牌和二枚铜牌。